# Hoikkasaari (ö i Norra Savolax, Nordöstra Savolax, lat 62,83, long 28,69)
Hoikkasaari är en ö i Finland. Den ligger i sjön Rikkavesi och i kommunen Tuusniemi i den ekonomiska regionen  Nordöstra Savolax ekonomiska region  och landskapet Norra Savolax, i den centrala delen av landet, 400 km nordost om huvudstaden Helsingfors. Öns area är 0,7 hektar och dess största längd är 220 meter i nord-sydlig riktning.